# Unión Socialista Popular
De Unión Socialista Popular (Nederlands: Volkssocialistische Unie, USOPO) was een kleine sociaaldemocratische partij in Chili die van 1967 tot 1990 actief was.
USOPO werd gevormd door een aantal voormalige leden van de Partido Socialista (Socialistische Partij) die na het XXIe Partijcongres uit de PS waren gesloten. Twee leden van de Senaat en vijf leden van de Kamer van Afgevaardigden die tot dan toe lid waren van de PS sloten zich bij USOPO aan.
Bij de parlementsverkiezingen van 1969 slaagde alleen Ramón Augusto Silva Ulloa erin om namens USOPO in de Senaat gekozen te worden. Silva Ulloa was tot dan toe lid van de Kamer van Afgevaardigden. Hoewel USOPO de kandidatuur van Alvador Allende bij de presidentsverkiezingen van 1970 te ondersteunen, weigerde de partij zich aan te sluiten bij het Volksfront. Als gevolg hiervan werden er geen leden van USOPO in de Volksfrontregering van Allende opgenomen; wel steunde de partij over het algemeen het regeringsbeleid. Na de staatsgreep (1973) besloot de partijleiding om de partij te ontbinden.
Aan het begin van de jaren '80 werd de partij heropgericht en sloot het zich in 1983 aan bij de oppositiebeweging Alianza Democrática (AD) waar tal van andere partijen ook bij betrokken waren. Oud-senator Silva Ulloa werd benoemd tot secretaris-generaal van de AD. Naast oppositionele activiteiten waren veel leden van USOPO betrokken bij pogingen tot hereniging met de PS. Deze hereniging vond eerst na het herstel van de democratie in Chili plaats (25 januari 1990).

## Verkiezingsuitslagen
| Jaar | Aantal afgevaardigden (totaal aantal zetels tussen haakjes) | Aantal senatoren (totaal aantal zetels tussen haakjes) |
| ---- | ----------------------------------------------------------- | ------------------------------------------------------ |
| 1969 | 0 (120)                                                     | 1 (50)                                                 |
| 1973 | 0 (120)                                                     | 0 (50)                                                 |